# 惠文后
惠文后（？—前305年），姬姓魏氏，為魏國公主或王族女子，戰國時期秦国王后，秦惠文王之妻，秦武王之母。

## 生平
前334年，惠文后來到秦國與秦惠文王聯姻。
惠文后與秦惠文王於西元前329年生下秦武王。前307年，秦武王因舉鼎而死，因秦武王無子，他的弟弟們爭奪王位，惠文后支持公子壮。但在掌握朝中实权的魏冉的支持下，秦昭襄王继位。前305年，惠文后及公子壮遭诛杀。
但是關於惠文后的死亡，有多種說法：
第一種說法是善終，惠文后在秦武王生前就已去世。
第二種說法則是較為常見的因政變被殺，在不同的書籍中，都有相關的記載：
1. 《史記·秦本紀》在秦昭襄王二年，在公子壯和大臣、諸侯作亂被平定後，叛亂者都被誅殺，而惠文后也不得善終。[6]
2. 《史記索隱》秦武王死后，惠文后扶持公子壯僭立，而在魏冉支持下，秦昭襄王繼位，而後誅殺公子壯與惠文后。[7]
3. 《史記索隱》引紀年記載，秦武王死後，秦國內亂，惠文后與公子壯、公子雍被殺。[8]

第三種說法是惠文后是抑鬱而終，惠文后在雍立公子壯失敗後，公子壯被誅殺，惠文后就抑鬱而死。

## 家庭
- 夫：秦惠文王
- 子女：秦武王
- 兒媳：悼武王后
- 夫之妾室：宣太后

## 影视形象
| 剧名           | 类型   | 演员 | 剧中姓名               | 上映时间 |
| -------------- | ------ | ---- | ---------------------- | -------- |
| 大秦帝国之纵横 | 电视剧 | 傅淼 | 魏纾                   | 2012年   |
| 芈月传         | 电视剧 | 刘涛 | 芈姝（戲劇改為楚國人） | 2015年   |
| 大秦帝国之崛起 | 電視劇 | 傅淼 | 魏紓                   | 2017年   |